# Chamnord (centre commercial)
Le centre commercial Chamnord est un groupement d'intérêt économique commercial situé dans le département de la Savoie, sur la commune de Chambéry. Le site est implanté dans la zone industrielle et artisanale des Landiers.
Chamnord est le premier centre commercial du département.

## Histoire
Le site est créé en 1973 et ouvre le 1er septembre 1977.

## Accès
Chamnord est proche de la préfecture de Chambéry. La route nationale 201 borde la zone à l’ouest.

## Identité

### Origine du nom
Le nom du centre commercial, Chamnord, est issu de la contraction des mots « Chambéry » et « Nord », désignants respectivement le nom de la ville où le centre commercial est installé, Chambéry, et son emplacement sur le territoire chambérien.

### Logos
Le logo original prend la forme d’un C majuscule, initiale du nom, placé dans un losange. Un soleil orange est situé au centre de la figure géométrique.
Au début des années 2000, un nouveau logo est créé. Le nom est alors divisé en deux, les mots « Cham » et « Nord » étant superposés et écrits en majuscules noirs afin de rappeler l’origine du nom Chamnord. En dessous, une forme géométrique jaune composée d’un angle et d’une courbe rappelle le soleil du logo original. Le C de « Chamnord » coupe deux flèches opposés, faisant ainsi référence aux aiguilles d’une boussole et donc au nom du centre commercial.
Le logo actuel se compose du nom du centre commercial, Chamnord, écrit en lettres minuscules rouges. Le A est écrit en orange et doté, en son centre, d’une flèche de la même couleur pointée vers le nord afin de rappeler l’origine du nom.

Le logo utilisé dans les années 2000.
Le logo actuel.

Logos anniversaires
À l’occasion de différents anniversaires, le centre commercial est doté de logos provisoires rappelant son âge.
Ainsi, à l’occasion des 25 ans du centre commercial en 2002, le logo est encerclé d’un cercle bleu avec 25 traits, rappelant l’âge du centre commercial, et la mention « 25 ans ».
Lors des 40 ans, en 2017, le slogan du centre commercial (« Coeur de vies ») est modifié et devient « au cœur de votre vie depuis 40 ans ». Le logo est également adapté, avec l’ajout d’un 40 blanc derrière le mot Chamnord. Le mot « ans » est inscrit en jaune dans le 0. On note également la présence de traits de couleurs sur le 4 et autour du mot « ans ».

Le logo utilisé lors des 25 ans du centre commercial.
Le logo utilisé lors des 40 ans du centre commercial.

## Animations
La galerie marchande est souvent occupée par diverses animations, notamment des expositions diverses (modélisme ferroviaire, ...), ainsi qu’un marché de l’emploi (première édition en 2016) et un marché de Noël de mi-novembre à fin décembre.

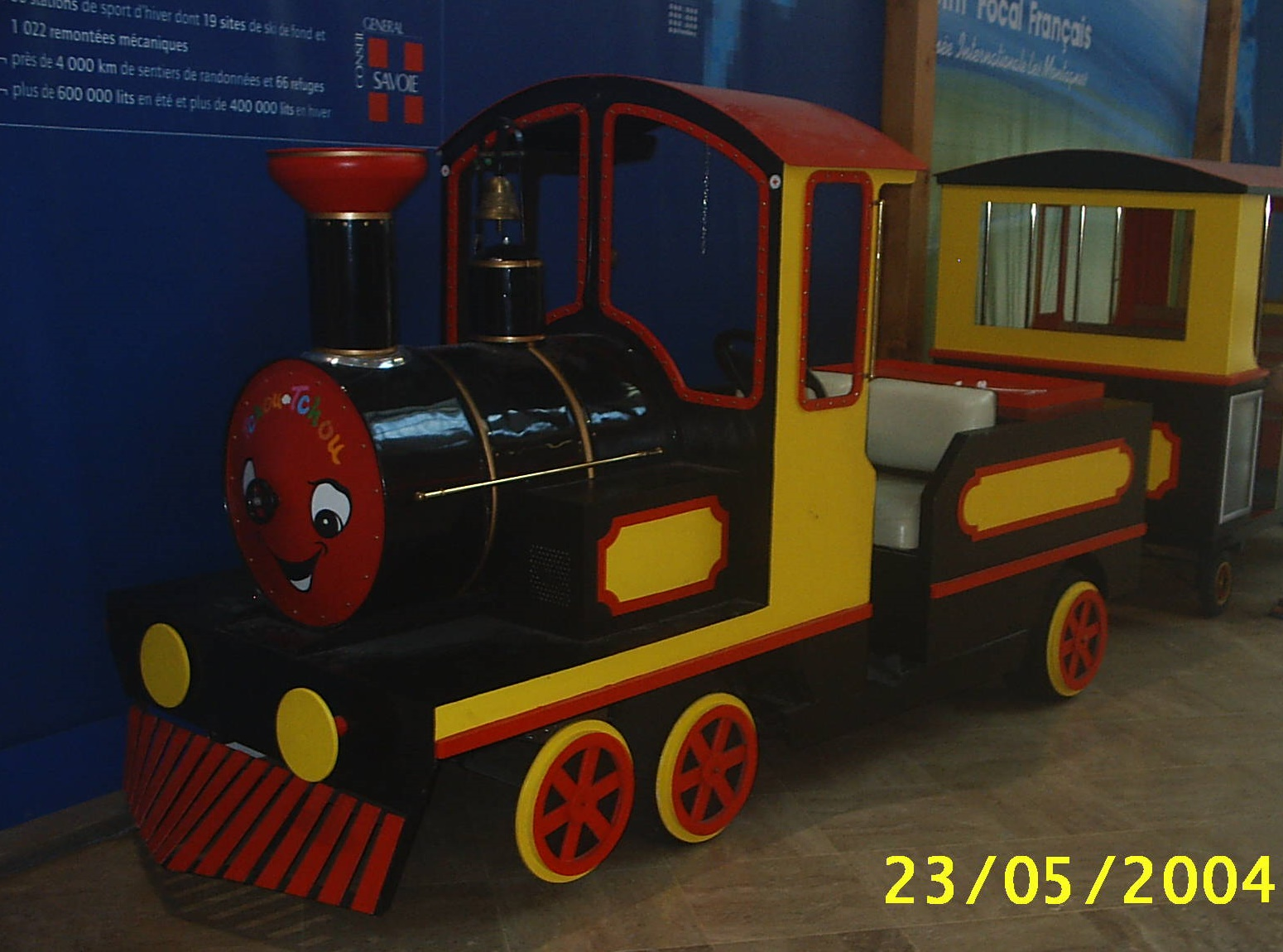
Le petit train du centre commercial en mai 2004.

De 1997 à la rénovation du centre commercial en 2008, un petit-train circule dans les allées du centre commercial les mercredis et samedis après-midi. Il est aujourd’hui disponible à la location et circule tous les ans à la Foire de Savoie.

### Ouvrages
- Claude Villeminey (dir.) et al., Les années Chamnord, Future Création, 2002, 12 p.. La référence est notée « C » dans le texte.

1. 1 2  p. 2
2. 1 2 3 4 5  p. 9

### Site officiel
Les références notées « Off » dans le texte proviennent du site officiel du centre commercial (www.chamnord.com).
1. ↑  GIE Chamnord, « Centre commercial Chamnord  • Accès »(Archive.org • Wikiwix • Archive.is • Google • Que faire ?), Estelle Arnaud, © 2015 (consulté le 4 juillet 2016).
2. ↑  Estelle Arnaud (directrice de publication), « Carrefour de l’emploi »(Archive.org • Wikiwix • Archive.is • Google • Que faire ?), société Microclimat, 2016 (consulté le 20 novembre 2016).
3. ↑  Estelle Arnaud (directrice de publication), « Marché de Noël »(Archive.org • Wikiwix • Archive.is • Google • Que faire ?), société Microclimat, 2016 (consulté le 20 novembre 2016).